# Cantón de Mimizan
El cantón de Mimizan era una división administrativa francesa, que estaba situada en el departamento de Landas y la región de Aquitania.

## Composición
El cantón estaba formado por seis comunas:
- Aureilhan
- Bias
- Mézos
- Mimizan
- Pontenx-les-Forges
- Saint-Paul-en-Born

## Supresión del cantón de Mimizan
En aplicación del Decreto n.º 2014-181 de 18 de febrero de 2014, el cantón de Mimizan fue suprimido el 22 de marzo de 2015 y sus 6 comunas pasaron a formar parte del nuevo cantón de Costa de Plata.